# HC Oceláři Třinec
HC Oceláři Třinec är en tjeckisk ishockeyklubb i Třinec som bildades 1929. Klubben spelar i Extraliga, och har sina hemmamatcher i Werk Arena. HC Oceláři Třinec har blivit tjeckiska mästare en gång, säsongen 2010/2011. 
Oceláři Třinec spelade i Champions Hockey League 2017/2018.